# ساشا لوکیچ
ساشا لوکیچ (سیریلیک صربی: Саша Лукић؛ زادهٔ ۱۳ اوت ۱۹۹۶) بازیکن فوتبال اهل صربستان است که برای باشگاه فولهام بازی می‌کند.

وی همچنین در تیم‌های ملی فوتبال زیر ۲۱ سال صربستان و صربستان بازی کرده‌است.